# Upper Broadheath
Upper Broadheath – wieś w Anglii, w hrabstwie Worcestershire, w dystrykcie Malvern Hills. Leży 5 km na zachód od miasta Worcester i 168 km na północny zachód od Londynu.